# Eucereon ladas
Eucereon ladas är en fjärilsart som beskrevs av William Schaus 1892. Eucereon ladas ingår i släktet Eucereon och familjen björnspinnare. Inga underarter finns listade i Catalogue of Life.